# Cannon Lake
Cannon Lake (precedentemente chiamato "Skymont") è il nome in codice dell'evoluzione dell'architettura Skylake e della relativa versione aggiornata (Kaby Lake) sviluppata da Intel per i propri processori; a differenza delle prime generazioni basate sul processo produttivo a 14 nm, Cannonlake sarà un die-shrink a 10 nm. Essendo un die-shrink, Cannon Lake rappresenta la fase Process nel ciclo di sviluppo di microprocessori denominato Process, Architecture, Optimization. Le CPU Cannon Lake sono le prime CPU mainstream che includono il set di istruzioni AVX-512. Prima del lancio di Cannon Lake, Intel ha messo in commercio un altro affinamento del processo produttivo a 14 nm con il nome in codice Coffee Lake.
Il successore di Cannon Lake è Ice Lake, che rappresenta la fase Architecture nel modello di sviluppo P.A.O.
Il lancio di Cannon Lake era previsto inizialmente nel 2015/2016, ma è stato posticipato al 2018. Intel ha dimostrato un laptop con una CPU Cannon Lake sconosciuta al CES 2017 e ha annunciato che i prodotti basati su Cannon Lake sarebbero stati disponibili nel 2018. Al CES 2018 Intel ha annunciato di aver iniziato a distribuire le CPU mobile Cannon Lake alla fine del 2017 e che avrebbe aumentato la produzione nel 2018. Il 26 aprile 2018, nel suo rapporto sui risultati finanziari del primo trimestre 2018, Intel ha dichiarato che stava distribuendo prodotti in piccoli volumi a 10 nm e ha previsto che la produzione in grossi volumi a 10 nm sarebbe stata rimandata al 2019. Nel luglio 2018, Intel ha annunciato che la produzione in volumi di Cannon Lake sarebbe stata ritardata ancora una volta, alla fine del secondo trimestre del 2019. Il primo laptop dotato di CPU Cannon Lake, ovvero l'Intel Core i3-8121U, una CPU dual core con Hyper-Threading e Turbo Boost ma senza GPU integrata, è stato distribuito a maggio 2018 in quantità limitate. Il 16 agosto 2018 Intel ha annunciato che due nuovi modelli di NUC avrebbero utilizzato la CPU Cannon Lake-U i3-8121U da 10 nm. Questi modelli in seguito sono diventati più prontamente disponibili al dettaglio alla fine di novembre 2018. Il 28 ottobre 2019, Intel ha annunciato che avrebbe interrotto la produzione dell'i3-8121U e del Crimson Canyon NUC alimentato da Cannon Lake, con ordini effettuabili fino al 27 Dicembre, e disponibilità fino al 28 febbraio 2020, rendendo Cannon Lake non solo una delle microarchitetture di Intel dalla durata più breve, ma anche la microarchitettura CPU x86 da 10 nm di più breve durata (con un solo modello di CPU prodotta per un anno e mezzo).

## Caratteristiche tecniche
Trattandosi di un "ridimensionamento" dell'architettura Skylake e non di un suo successore, Cannon Lake ha visto il suo progetto molto simile a quello di quest'ultima (più precisamente alla revisione intermedia nota come Kaby Lake), introducendo tuttavia alcune novità, tra le quali il nuovo processo produttivo a 10 nm è un cardine fondamentale.

## Considerazioni sull'abbinamento "Processo produttivo/Architettura" di Intel
A partire dall'introduzione dell'architettura Core, successiva alla NetBurst e avvenuta a metà 2006, Intel ha dichiarato l'intenzione di presentare una nuova architettura ogni 2 anni, in modo da poter tenere il passo con la famosa Legge di Moore. Per aumentare le prestazioni di una CPU mantenendone sotto controllo anche il consumo energetico è necessario non solo ottimizzarne l'architettura, ma anche realizzare i nuovi dispositivi con processi produttivi sempre più raffinati.
Per limitare gli imprevisti delle innovazioni tecnologiche necessarie al rinnovamento generazionale dei propri processori, a partire dagli inizi del 2006 Intel ha iniziato a seguire una strategia denominata "Tick-Tock": prima viene introdotta una nuova tecnologia produttiva sulla base di un'architettura già collaudata (la fase "Tick") e in seguito, quando tale tecnologia è in grado di fornire rese elevate, la si adotta per produrre una nuova architettura  (la fase "Tock").
I primi esponenti di questa nuova filosofia di progetto, furono i processori Pentium D Presler (che avevano praticamente la stessa architettura dei precedenti Smithfield) con cui venne introdotto il processo produttivo a 65 nm (fase "Tick"). Dopo aver collaudato la nuova tecnologia costruttiva con queste CPU, Intel passò alla nuova architettura Core dei Core 2 Duo, prodotta sempre a 65 nm (fase "Tock").
In maniera analoga, tra la fine del 2007 e l'inizio del 2008, Intel presentò i processori Penryn e Wolfdale che erano in sostanza dei die-shrink del Core 2 Duo, a 45 nm (fase "Tick"). A fine 2008, quando anche questo processo produttivo era ormai a punto, arrivò l'architettura Nehalem (fase "Tock"). La sua evoluzione Westmere è stata realizzata a 32 nm a partire dai primi mesi del 2010 (fase "Tick"), in modo da collaudare anche questa tecnologia in vista dell'architettura successiva Sandy Bridge, uscita poi nel 2011 (fase "Tock"). L'intenzione dichiarata di Intel, molto ambiziosa, era quella di migliorare il rapporto performance/watt del 300% entro la fine del decennio.
Seguendo il medesimo principio, Sandy Bridge è stata poi seguita dal die-shrink a 22 nm Ivy Bridge nel 2012 (fase "Tick"), che ha quindi mantenuto la stessa architettura ma ha introdotto un nuovo processo produttivo. Nel 2013 è arrivata anche la nuova architettura Haswell (fase "Tock"), seguita dal die-shrink a 14 nm Broadwell nel 2014 (fase "Tick"); quest'ultimo è stato poi seguito nel 2015 dall'architettura Skylake (fase "Tock").
Skylake avrebbe dovuto essere seguito dalla sua ri-scalatura Cannon Lake (fase "Tick"), ma le crescenti difficoltà tecniche hanno spinto Intel a cambiare i suoi piani sostituendo il tradizionale Tick-Tock con un nuovo ciclo di sviluppo chiamato "Process-Architecture-Optimization" che ha consentito ad Intel di introdurre nel 2016 l'architettura Kaby Lake a 14 nm (fase "Optimization").

## Lista di CPU Cannon Lake

### Processori Mobile
| Processore | Modello | Core (Thread) | CPU clock rate di base | CPU Turbo clock rate | GPU  | L3 cache | TDP  | cTDP | Prezzo (EUR) |
| Processore | Modello | Core (Thread) | CPU clock rate di base | CPU Turbo clock rate | GPU  | L3 cache | TDP  | Down | Prezzo (EUR) |
| ---------- | ------- | ------------- | ---------------------- | -------------------- | ---- | -------- | ---- | ---- | ------------ |
| Core i3    | 8121U   | 2 (4)         | 2.2 GHz                | 3.2 GHz              | N.D. | 4 MB     | 15 W | N.D. | ?            |

## Il successore
Inizialmente era previsto, in base all'ormai tradizionale approccio Tick-Tock sopracitato, che il successore di Cannon Lake sarebbe stata l'unica nuova architettura, appartenente alla cosiddetta tredicesima generazione, che avrebbe continuato a utilizzare il medesimo processo produttivo a 10 nm.
A inizio 2016 però Intel ha dichiarato che saranno ben 3 le architetture che sfrutteranno il processo produttivo a 10 nm, non solo Cannon Lake quindi ma anche Ice Lake e Tiger Lake, andando quindi a confermare un rallentamento dell'approccio "Tick-Tock" già visto negli ultimi anni con le revisioni intermedie di alcune architetture.
Il passaggio ai 7 nm quindi potrebbe arrivare non prima del 2021, con un'architettura completamente rinnovata di cui però non si conosce ancora il nome.